# Yzeux
Yzeux ist eine französische Gemeinde mit 267 Einwohnern (Stand 1. Januar 2022) im Département Somme in der Region Hauts-de-France. Sie gehört zum Arrondissement Amiens und zum Kommunalverband Nièvre et Somme.

## Geografie
Yzeux liegt im Tal der Somme im Gebiet der ehemaligen Grafschaft Amiénois, 16 Kilometer nordwestlich von Amiens und 4,2 Kilometer nordwestlich von Picquigny, zwischen den Nachbargemeinden Crouy-Saint-Pierre im Westen und Belloy-sur-Somme im Osten.

## Geschichte
Yzeux wurde im Jahre 1066 als Hysoi erstmals urkundlich erwähnt, 1129 als Issoi, 1204 als Yzeu und 1301 als Iseul.
Im Jahre 1160 schenkte Henry d’Yzeux dem Kloster Le Gard in Crouy-Saint-Pierre alles, was er in Yzeux besaß. Ab 1353 gehörte die Seigneurie Yzeux dem Kloster Le Gard. Allerdings scheint nicht die ganze Ortschaft dem Kloster gehört zu haben, denn die Familie Quiéret trug den Titel Seigneur von Yzeux vom 14. bis zum 16. Jahrhundert. Die Familie Famechon trug den Titel im 18. Jahrhundert,  bis zur Französischen Revolution (1789–1799).
1793 erhielt Yzeux im Zuge der Französischen Revolution den Status einer Gemeinde (als Iseux) und 1801 das Recht auf kommunale Selbstverwaltung.

### Bevölkerungsentwicklung
| Jahr      | 1962 | 1968 | 1975 | 1982 | 1990 | 1999 | 2010 | 2018 |
| Einwohner | 110  | 107  | 124  | 142  | 200  | 220  | 255  | 268  |

## Sehenswürdigkeiten
Die Kirche Saint-Cyr-et-Sainte-Julitte ist den Heiligen Quiricus und Julitta geweiht. Ihr ältestes Bauteil ist der Chor, er trägt die Jahreszahl 1679. Die Türschwelle ist aus einem Grabstein mit einem Wappen aus dem 13. Jahrhundert gearbeitet. 1852 wurde die Kirche restauriert.